# Relève (régime de Vichy)
Pour les articles homonymes, voir La Relève.
La Relève est le dispositif mis en place en 1942 par le régime de Vichy pour répondre aux besoins de main-d'œuvre exigés par le gauleiter Fritz Sauckel au profit de l'Allemagne nazie, en échange de la libération de prisonniers de guerre français. C'est un échec aux yeux des Allemands, et lui succède le Service du travail obligatoire (STO), plus coercitif, en 1943.

## Historique

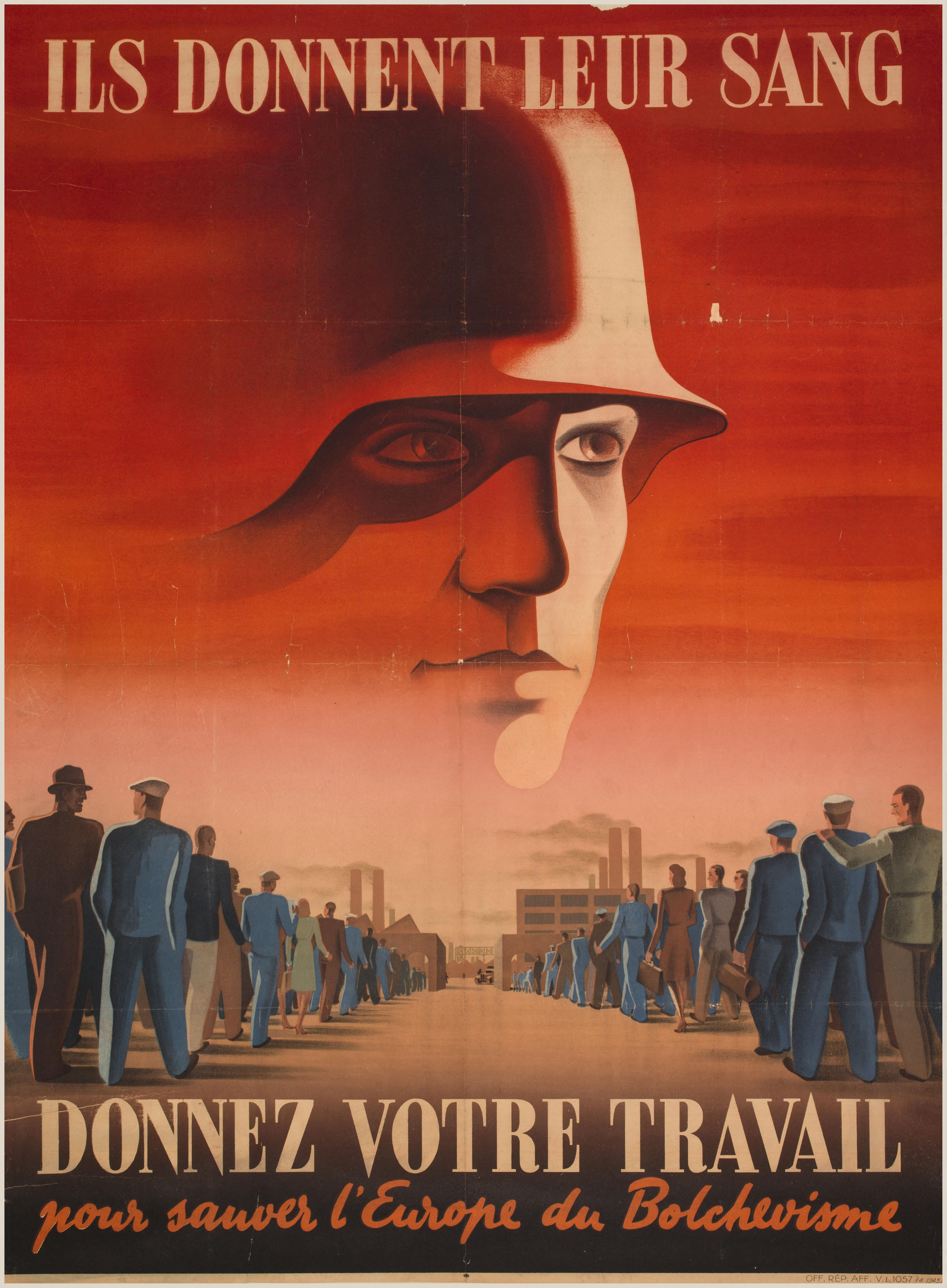
Affiche de propagande pour la Relève.

Le retour au pouvoir de Pierre Laval, le 18 avril 1942, coïncide à peu près avec l'arrivée en France de Fritz Sauckel, chargé par Hitler de pourvoir l'industrie du Reich en main-d'œuvre qualifiée recrutée dans les pays occupés. À cette date, moins de 100 000 travailleurs français étaient partis volontairement travailler en Allemagne.
En mai 1942, les demandes de Sauckel s'élèvent à 250 000 hommes. Laval accepte à condition que 50 000 prisonniers de guerre soient libérés en échange de 150 000 ouvriers qualifiés, soit un prisonnier de guerre français contre le départ en Allemagne de trois ouvriers spécialisés,.
Il justifie cet accord par son discours du 22 juin, dans lequel il « souhaite la victoire de l'Allemagne parce que, sans elle, le bolchevisme, demain, s'installera partout ». Le gouvernement de Vichy lance une vaste campagne de propagande par la radio, la presse et l'affichage auprès des ouvriers, afin de les inciter au volontariat. Cette campagne présente cette « relève » comme une solidarité nationale, met en avant les avantages supposés accordés aux volontaires ou glorifie le « sacrifice » du soldat allemand devenu l'ultime rempart contre le bolchévisme :
- « Ils donnent leur sang - Donnez votre travail pour sauver l'Europe du bolchévisme » disait une célèbre affiche de l'époque[5].
- « La relève aura ainsi doublement sauvé la France de la pauvreté grâce à celui qui est parti, et de la famine grâce à ceux qui sont rentrés ».
- « Tout le confort est assuré, douches, salles de bain, chauffage central, la nourriture abondante est préparée par des cuisiniers spécialisés originaires de divers pays pour respecter les coutumes nationales ».
- « À Nice, je gagnais 2 000 francs par mois et aujourd'hui, après avoir vécu, j'envoie 3 000 balles à ma famille, sans compter ce que j'espère emporter lors de ma première permission ».

Affiche de propagande pour la Relève.

Le régime organise, le 11 août, une cérémonie très médiatisée d'accueil du premier train, de 1 300 prisonniers libérés qui arrive en gare de Compiègne, croisant un train de volontaires partant pour l'Allemagne. Laval, accompagné de nombreux dignitaires français et allemands, dont le délégué de Sauckel et celui d'Abetz, prononce un discours, devant les caméras, la radio et les journalistes, tentant de justifier sa politique.
Cependant, cette mesure n'a pas de succès, seulement 7 000 ouvriers partent en mai, succédant aux 7 000 d'avril et 17 000 volontaires répondent à l'appel à la fin août. Devant cet échec, le 22 août, Sauckel veut alors imposer un dispositif plus contraignant. Laval édicte donc la loi du 4 septembre qui amorce une relève par réquisition, premier pas vers la loi du 16 février 1943 qui institue le Service du travail obligatoire. D'avril à fin septembre 1942, Sauckel, très insatisfait, comptabilise 68 000 partants.
En tout, la Relève aura permis à 90 747 prisonniers (sur 1 850 000) de rentrer en France.
Le fait d'être parti volontairement travailler en Allemagne, ou d'avoir défendu la Relève, amena des Français devant les chambres civiques durant l'épuration[réf. souhaitée].